# 秋霜 (駆逐艦)
秋霜（あきしも）は、日本海軍の駆逐艦。夕雲型駆逐艦（一等駆逐艦）の18番艦である。

## 概要
太平洋戦争終盤に活動した日本海軍の駆逐艦。1944年（昭和19年）3月11日、藤永田造船所で竣工する。訓練部隊の第十一水雷戦隊に所属し、内海西部で訓練に従事した。
5月10日より第一機動艦隊に所属した。航空母艦や戦艦「武蔵」を護衛してタウイタウイ泊地に進出する。続いて第一補給部隊に編入され、ダバオに進出した。
6月8日、渾作戦従事中の姉妹艦「風雲」が米潜水艦に撃沈される。「秋霜」は「風雲」の生存者を受け入れた。
6月中旬のマリアナ沖海戦には、機動部隊（乙部隊、第二航空戦隊）に所属した。6月20日の空襲で空母「飛鷹」が沈没すると、「秋霜」は僚艦と共に「飛鷹」の乗組員を救助した。
7月上旬、「秋霜」と「早霜」は第五戦隊（妙高、羽黒）を護衛してシンガポールに進出した。その後はリンガ泊地で訓練に従事した。8月15日、夕雲型3隻（秋霜、早霜、清霜）は新たに編制された第2駆逐隊に所属（第二水雷戦隊麾下）、遊撃部隊（第二艦隊）各艦と訓練に励んだ。
10月中旬以降、第2駆逐隊は捷一号作戦にともなうレイテ沖海戦に参加した。
10月23日、栗田艦隊はパラワン水道で米潜水艦に襲撃され、重巡洋艦「愛宕」と「摩耶」が沈没、「高雄」が大破する。「秋霜」は「摩耶」の乗組員720名以上を救助した。その後、「摩耶」生存者は「秋霜」から戦艦「武蔵」に移乗した。
10月24日対空戦闘を経てサンベルナルジノ海峡通過中の10月25日未明、「秋霜」は二水戦僚艦「島風」と衝突している。同日の対空戦闘で姉妹艦「早霜」が損傷すると、「秋霜」は警戒艦として行動を共にした。
10月26日、第二水雷戦隊旗艦の軽巡洋艦「能代」が空襲により沈没する。「浜波」と「秋霜」は「能代」の乗組員を救助した。
レイテ沖海戦後、「秋霜」をふくめ第二水雷戦隊は第二遊撃部隊（指揮官志摩清英第五艦隊司令長官）に編入され、多号作戦に従事する。11月上旬、「秋霜」は第一水雷戦隊司令官木村昌福少将の指揮下でレイテ島輸送作戦に従事中（第四次多号作戦部隊）、空襲により艦首切断の損傷を受けマニラに帰投した。同港で応急修理中の11月13日、「秋霜」はマニラ大空襲により軽巡洋艦「木曾」、駆逐艦「曙」「沖波」「初春」と共に沈没した。

## 艦歴

### 第十一水雷戦隊
1942年度（マル急計画）仮称第346号艦として藤永田造船所で建造された。1943年（昭和18年）8月31日、日本海軍は夕雲型の18番艦を「秋霜」と命名する。同日附で夕雲型駆逐艦に類別された。
1944年（昭和19年）1月22日、日本海軍は平山敏夫少佐（当時、駆逐艦「白雲」駆逐艦長）を艤装員長に任命する。
同年3月11日、秋霜は竣工した。同日附で横須賀鎮守府籍と正式決定。平山少佐も初代駆逐艦長となった。
竣工と共に、秋霜は訓練部隊の第十一水雷戦隊（司令官高間完少将）に編入される。「秋霜」は瀬戸内海に回航され、3月から4月にかけて他の十一水戦所属艦と共に訓練を受けた。
4月2日、平山艦長は姉妹艦「早霜」駆逐艦長へ転任する。後任の秋霜艦長には、中尾小太郎少佐が任命された。

### 機動部隊
5月10日、駆逐艦4隻（秋霜、早霜、響、電）は第一機動艦隊（司令長官小沢治三郎中将）に編入される。出撃を前に、高間少将（十一水戦司令官）は連合艦隊、第二艦隊、小沢機動部隊、第二水雷戦隊、第十戦隊など各方面に対し「『秋霜』と『霜月』は訓練が十分ではないから、今度も指導に関し配慮してほしい」と要望している。
5月11日、護衛艦艇（夕雲型駆逐艦〈秋霜、早霜、玉波〉、第27駆逐隊〈時雨〉、第4駆逐隊〈満潮、野分、山雲〉）は戦艦「武蔵」と、空母6隻（第二航空戦隊〈司令官城島高次少将。隼鷹、飛鷹、龍鳳〉、第三航空戦隊〈司令官大林末雄少将。千歳、千代田、瑞鳳〉）と共に佐伯を出撃し、タウイタウイに向かった。
5月16日、空母部隊はタウイタウイに到着した。
5月19日附で機動部隊第一補給部隊（油槽船4隻〈日栄丸、建川丸、国洋丸、清洋丸〉、護衛艦〈響、秋霜、浜風、満珠〉）が編成される。
5月22日〜23日、第一補給部隊（「満珠」欠）は第三補給部隊（油槽船2隻、駆逐艦「谷風」）と共にタウイタウイを出発する。
第三補給部隊分離後の5月24日、護衛中の油槽船「建川丸」が米潜水艦「ガーナード (USS Gurnard, SS-254) 」の雷撃で撃沈された。
5月25日、第一補給部隊はダバオに到着した。
その後、駆逐艦3隻（響、浜風、秋霜）はダバオ湾口の警戒を下令され、ダバオで待機した。第一次渾作戦に従事していた第五戦隊（妙高、羽黒）と戦艦「扶桑」のダバオ帰港の際には、同部隊の護衛にも従事した。
6月8日、第10駆逐隊の「風雲」と「朝雲」は第五戦隊（妙高、羽黒）を護衛中、アメリカ潜水艦「ヘイク (USS Hake, SS/AGSS-256) 」の雷撃で「風雲」が沈没した。
救援要請があり、「響」と「秋霜」はただちに出動する。救援艦は「朝雲」と共に救助活動に従事したのち、「秋霜」は「風雲」乗員136名をダバオへ送り届けた。
6月11日、内地からきた特務艦「速吸」および護衛の駆逐艦「初霜」と「栂」がダバオに到着する。
6月12日、駆逐艦「白露」の第一補給部隊編入、「秋霜」の機動部隊乙部隊編入が発令される。だが「秋霜」と「時雨」はしばらく第一補給部隊の護衛を続けることになった。
6月14日3時30分、第一補給部隊（油槽船〈日栄丸、国洋丸、清洋丸〉、護衛艦〈浜風、響、白露、時雨、秋霜〉）はダバオを出撃した。
6月15日未明、「白露」は不用意に補給船団内を横切ったためタンカー「清洋丸」と衝突し、爆沈した。生存者は、救助に向かった「浜風」に収容された。
6月15日、第一補給部隊は渾作戦参加部隊と合流する。
6月16日に特設給油船「日栄丸」（日東汽船、10,020トン）から燃料補給を受けた後、6月17日に機動部隊と合流し、乙部隊に編入された。
6月19日 - 20日のマリアナ沖海戦で日本海軍は大敗した。6月20日の対空戦闘では、乙部隊より空母「隼鷹」が損傷、「飛鷹」が沈没する。乙部隊所属駆逐艦は、「飛鷹」乗組員の救助にあたる。
「飛鷹」の御真影と勅諭は「秋霜」に奉移された。
このあと、燃料不足に陥った駆逐艦5隻（浜風、早霜、時雨、満潮、秋霜）は6月22日 - 23日に沖縄の中城湾に到着する。第一機動艦隊の大部分も同地に集結した。
6月23日午後、駆逐艦5隻は第七戦隊（司令官白石万隆少将。重巡「熊野」「鈴谷」「利根」「筑摩」）を護衛して日本本土へ向かった。
6月24日、柱島泊地に帰投した。
6月29日 - 30日、「早霜」と「秋霜」は第五戦隊司令官橋本信太郎少将の指揮下、重巡洋艦「妙高」と「羽黒」を護衛して内海西部を出発し、シンガポールへ向かった。マニラを経由して、7月12日シンガポールに到着した。同地で修理と整備をおこない、リンガ泊地に移動した。第一遊撃部隊の各部隊・各艦も順次リンガ泊地に進出し、訓練をおこなった。8月8日には、補給船団を護衛してリンガ泊地に進出していた駆逐艦3隻（卯月、皐月、夕月）の関係者が、「秋霜」の訓練を見学している。
8月15日、日本海軍は「秋霜」「早霜」「清霜」により、第2駆逐隊を新編する。駆逐隊司令には、白石長義大佐が任命された。第2駆逐隊は第二水雷戦隊（司令官早川幹夫少将）に編入される。

### レイテ沖海戦
1944年（昭和19年）10月、第2駆逐隊は南方軍総司令部（総司令官寺内寿一元帥陸軍大将）のマニラからサイゴンへの移転に協力するため南西方面艦隊の指揮下に入った。
10月14日、「秋霜」と「早霜」はリンガ泊地を出撃し、マニラに向かった（「清霜」はリンガ泊地待機）。
「秋霜」と「早霜」は10月17日午前8時にマニラ湾口に到着するが、同地が第38任務部隊（マーク・ミッチャー中将）の艦上機による空襲を受けていたため、命令により引き返してブルネイ湾に針路を向けた。
10月18日、捷一号作戦発動に伴って、第一遊撃部隊（指揮官・第二艦隊司令長官栗田健男中将）はリンガ泊地を出撃する。
秋霜と早霜はブルネイに直接移動し、10月19日に到着した。20日、第一遊撃部隊もブルネイに到着した。
10月22日、第2駆逐隊（早霜、秋霜、清霜）は遊撃部隊第一部隊・第二部隊（通称栗田艦隊または栗田部隊、米軍呼称中央隊 ）としてブルネイ湾を出撃した。
翌10月23日、パラワン水道においてアメリカ潜水艦「ダーター (USS Darter, SS-227) 」と「デイス (USS Dace, SS-247) 」が栗田艦隊を奇襲。重巡洋艦「愛宕」（第二艦隊旗艦）が「ダーター」の雷撃で沈没、「摩耶」は「デイス」の雷撃で轟沈、「高雄」は「ダーター」の雷撃で大破、航行不能になった。「秋霜」は「摩耶」の沈没現場で救助を実施、同艦乗員720名以上を救助した。
700名以上が「秋霜」1隻に乗り込んだため、操艦もうまく行かなかったという。救助終了後、主隊をおいかけ、午後4時頃、「秋霜」は戦艦「武蔵」に横付けして「摩耶」生存者を移乗させた。
10月24日、シブヤン海を航行する栗田艦隊はアメリカ軍機動部隊艦上機の波状攻撃を受けた。
その日の秋霜は、第一遊撃部隊・第一部隊に所属していた。
戦闘序盤、重巡「妙高」（第五戦隊旗艦）が被雷して大破した。「秋霜」は戦場を離脱する「妙高」を一時的に護衛したのち、再び栗田艦隊第一部隊に合流した。第五戦隊司令官・橋本少将は「羽黒」に移乗した。続く対空戦闘で「秋霜」は戦死者12名を出し、若干の損傷を受けた。また「武蔵」は集中攻撃を受けて航行不能となる。駆逐艦「島風」は武蔵に便乗中の「摩耶」生存者607名を収容すると、重巡「利根」と共に栗田艦隊を追いかけた。日中の空襲で損傷を受けていた「浜風」と「清霜」は「武蔵」の護衛として付き添い、「武蔵」沈没後は生存者を収容してコロン湾経由でマニラへ撤退した。このため栗田艦隊に続行する第2駆逐隊は、「早霜」と「秋霜」になった。
10月25日未明、栗田艦隊はサンベルナルジノ海峡を突破する。午前3時6分、速力20ノットで「早霜」に続航していた「秋霜」は面舵に変針した直後に左方から来た速力24ノットの「島風」と衝突した。「秋霜」の右舷艦首が「島風」の左舷艦首に衝突し、「秋霜」は艦前部とスクリューに若干の損傷を受けたが、当面の戦闘に影響はなかった。これは「島風」が岩礁を魚雷艇と誤認して「敵見ユ」の信号を発し、混乱したためだったという。
同日午前7時以降のサマール島沖海戦で、栗田艦隊（旗艦「大和」）は米軍機動部隊（護衛空母部隊）を追撃する。第二水雷戦隊の戦果は僅少だった。
この戦闘で秋霜は米空母機の空襲を受けて戦傷者を出し、さらに「島風」衝突箇所の損傷が拡大して浸水が生じる。さらに「早霜」が空襲で損傷し、「秋霜」は「早霜」を護衛して栗田艦隊本隊を追いかけることになった。
10月26日朝、退却中の栗田艦隊は米軍機動部隊艦上機の空襲にさらされていた。午前8時50分前後、第二水雷戦隊旗艦の軽巡洋艦「能代」に魚雷1本が命中、航行不能となる。護衛および曳航役の駆逐艦「浜波」と共に、「能代」は栗田艦隊本隊から落伍した。
その頃、「秋霜」は第2駆逐隊司令白石長義大佐の命令により「早霜」と別れ、栗田艦隊主隊を追いかけていた（航行中、対空戦闘および命令変更あり）。10時32分頃、「秋霜」は「能代」に合流する。続く空襲で、10時39分に魚雷1本が「能代」に命中した。約30分後、「能代」は沈没した。「浜波」と「秋霜」は乗組員を救助、「秋霜」に328名が乗艦した。第二水雷戦隊司令官・早川少将は浜波に移乗し、二水戦旗艦とした。その後、燃料不足となった駆逐艦5隻（浜波、島風、岸波、浦風、秋霜）は、遊撃部隊主隊から分離してコロン湾に向かった。この時、「大和」以下の栗田艦隊本隊に同行している駆逐艦は「雪風」と「磯風」だけになっていたという。
午後9時、「秋霜」はコロン島コロン湾到着と共に重巡「那智」（第二遊撃部隊旗艦、司令長官志摩清英中将）に横付けして燃料補給を受ける。
10月27日午前3時20分、「浦風」と「秋霜」はコロン湾出発、途中で先行3隻（浜波、島風、岸波）と合流して主隊を追及した。
10月28日午前1時にブルネイ湾へ帰投した。戦傷者や収容者を重巡「妙高」に移乗させたが、「能代」生存者の一部は補充員として残った。2日後の10月30日、「秋霜」をふくめ第二水雷戦隊はブルネイ湾を出撃してマニラに向かった。
レイテ沖海戦における「秋霜」の被害は、小破認定であった。一連の戦闘で、「秋霜」は主砲通常弾51発、25mm機銃弾17,000発以上を発射している。戦死者は16名、重軽傷者は65名と記録された。死傷者の大半は対空機銃要員だったという。

### 多号作戦
ブルネイ到着前の10月29日、「秋霜」をふくめ第二水雷戦隊は第二遊撃部隊（指揮官志摩清英第五艦隊司令長官）に編入され、レイテ島地上戦にともなう輸送作戦（「多号作戦」）に従事する。第一水雷戦隊司令官木村昌福少将の指揮下で第四次多号作戦に従事中、秋霜は米軍機の空襲で損傷する。マニラ港で待機していたところ、11月13日の空襲により大破着底した。多号作戦から沈没までの経過は以下のとおり。
10月27日1715、豊田副武連合艦隊司令長官はレイテ島地上戦にともなう海上輸送作戦（「多号作戦」）を実施するため、南西方面部隊の水上兵力増強を下令した。29日、GF電令作第387号により第二水雷戦隊全艦が第二遊撃部隊（指揮官・志摩清英中将、第五艦隊司令長官）に編入された。
10月30日、「秋霜」をふくめ第二水雷戦隊の大部分はブルネイを出発、マニラへ移動した。
マニラ進出直後の11月5日、米軍機動部隊艦上機は大規模空襲を敢行する。重巡洋艦「那智」（第五艦隊旗艦）が沈没した。さらにい那智を救援中の駆逐艦「曙」（第7駆逐隊）が大破する。また「沖波」（第31駆逐隊）も損傷した。2隻は多号作戦に参加できなくなる。「秋霜」は第三次輸送部隊として「島風」等と共に出撃予定だったが、「曙」の代役として第四次輸送部隊に編入された。
11月8日午前10時30分、第四次輸送部隊はマニラを出撃する。第一水雷戦隊司令官・木村少将が指揮する第四次多号作戦は、輸送部隊第一梯団（警戒部隊〈霞〔一水戦旗艦〕、長波、若月、潮、朝霜、秋霜〉、第七護衛隊〔司令官松山光治少将：海防艦4隻〈沖縄、占守、11号、13号〉〕、輸送船3隻〈高津丸、香椎丸、金華丸〉）という編成でマニラを出撃した。本来なら先に出発するはずだった第三次輸送部隊（指揮官・早川幹夫第二水雷戦隊司令官、旗艦「島風」）はマニラ空襲などにより準備に遅れが生じ、第四次輸送部隊が先発することになったのである。
翌11月9日夕方、第四次輸送部隊第一梯団はオルモック湾に到着した。まもなく第一号型輸送艦3隻（6号、9号、10号）も到着した。
だが揚陸に使用する大発動艇が現地に揃っていなかった（予定50隻中、使用可能5隻）。海防艦を大発動艇の代用にしたものの、兵員しか陸揚げできなかった。
第四次輸送部隊は重火器・弾薬の揚陸を諦め、11月10日10時30分以降、順次オルモック湾を出港してマニラに向かう。
だが間もなくB-25約30機の攻撃（反跳爆撃）を受けた。対空砲火により敵爆撃機7機を撃墜したが（アメリカ軍資料）、陸軍特殊船「高津丸」（山下汽船、5,657トン）、輸送船「香椎丸」（大阪商船、8,407トン）、「第11号海防艦」が沈没、「占守」と「第13号海防艦」に若干の被害があった。木村少将は、麾下の駆逐艦を率いて救助作業にあたる。その他護衛艦（一番隊〈占守、沖縄、若月〉、二番隊〈潮、秋霜〉）を輸送船「金華丸」（大阪商船、9,305トン）の護衛につけてマニラへ先発させた。
14時以降、秋霜以下の先発隊はセブ島北端でP-38十数機の攻撃を受け、「金華丸」と「沖縄」が小破、「秋霜」は14時18分に被弾した。艦首に命中弾を受けたため、一番砲塔より前部を切断される。戦死傷者55名（戦死20名）を出し、速力も14 - 16ノットしか出なくなった。「潮」に護衛されて退避しながらも、僚艦と共に「金華丸」を守り通す。
一方、第四次輸送部隊護衛艦（霞、長波、朝霜、若月）は、早川少将（旗艦「島風」）指揮下の第三次輸送部隊（護衛艦艇〈島風、浜波、初春、竹、駆潜艇46号、掃海艇30号〉・輸送船5隻）と合流し、駆逐艦3隻（長波、朝霜、若月）と駆逐艦2隻（初春、竹）を交換した。この駆逐艦の交換は、南西方面艦隊（司令長官大川内傳七中将）の下令によるものだった。本来ならば「秋霜」も第三次輸送部隊に合同する予定だったが、損傷のため実現していない。第三次輸送部隊の駆逐艦は5隻（島風、長波、朝霜、若月、浜波）となり、そのままオルモックへ向かう。
11月11日午前5時、木村司令官直率の駆逐艦3隻（霞、初春、竹）は第四次輸送部隊と合流した。18時、輸送部隊（霞、潮、秋霜、初春、竹、沖縄、金華丸）はマニラに到着して任務を終えた（海防艦2隻は23時着）。一方、第三次輸送部隊はレイテ島オルモック湾でアメリカ軍機動部隊の艦上機約340機以上に襲撃され、「朝霜」を残して全滅した。「島風」の沈没時に。二水戦司令官早川少将も戦死した。

### 沈没
艦首を喪失した秋霜はカヴィテの第103工作部に回航され、カヴィテ港第2桟橋に係留された。この時、機関故障を起こした2ET型戦時標準タンカーの「第5蓬莱丸」（蓬莱タンカー、834総トン）や、応急修理のために回航されていた「曙」（11月5日大破、前述）も同桟橋に係留されており、岸壁から「第5蓬莱丸」-「曙」-「秋霜」の順番で係留されていた。
11月12日、緊急輸送作戦のためマニラに入港していた空母「隼鷹」と重巡「利根」（ブルネイで隼鷹隊に合流）、第30駆逐隊（夕月、卯月）からなる小艦隊は、西村艦隊唯一の残存艦「時雨」を編入してマニラを出港、日本本土へ向かった。「時雨」と入れ替わる形で、「隼鷹」を護衛してきた軽巡洋艦「木曾」がマニラに残留した。南西方面部隊は「木曾」と駆逐艦「霜月」を第一警戒部隊に編入した。レイテ沖海戦で沈没した軽巡洋艦「阿武隈」の代艦として、「木曾」は第一水雷戦隊旗艦となる予定だった。
11月13日午後、マニラはアメリカ軍第38任務部隊の艦上機の攻撃を受けた。多号作戦関係艦艇だけでも、「秋霜」が護衛した「金華丸」、駆逐艦「初春」「沖波」、到着したばかりの「木曾」は、空襲を受けて沈没もしくは大破着底状態となる。
カヴィテの艦艇も空襲から逃れられず、「第5蓬莱丸」は船体後部に直撃弾を受け、同日中に大破着底。「曙」は直撃弾1発・至近弾10数発を受けて大破した。「秋霜」は、駆逐艦長の中尾小太郎少佐がマニラの司令部に出向いており不在だったため、航海長。原田実大尉の指揮で対空戦闘を行ったものの、一番砲塔前方と後部甲板に直撃弾3発を受け火災が発生、その後火薬庫に誘爆して炎上した。この時、対空戦闘中の海防艦「占守」が炎上して放棄された駆逐艦を発見（乗組員は「秋霜」と回想）、乗組員を派遣して弾薬を調達している。
同日深夜、第二遊撃部隊残存部隊（霞、朝霜、潮、初霜、竹）はマニラを脱出、ブルネイに向かった。翌日には、海防艦3隻（占守、沖縄、第13号）もブルネイに向かった。
11月14日5時頃、「秋霜」は右舷を下にして転覆し、艦橋部が海底に埋まった状態で着底。「曙」も同日朝に艦橋部のみを海面上に露出させて着底した。航海長の原田大尉以下乗員15名が戦死し、25名が負傷した。少なくとも「秋霜」の生存者110名以上がマニラ地区地上部隊に編入された。
1945年（昭和20年）1月10日、「秋霜」は夕雲型駆逐艦、第2駆逐隊、帝国駆逐艦籍のそれぞれから除籍された。
戦後、「秋霜」の船体は「木曾」等と共に、マニラ湾で放置されていた。1955年（昭和30年）9月に浮揚され、「木曾」「曙」「第5蓬莱丸」とともにマニラ現地にて解体された。解体は播磨造船所（現IHI）呉船渠（旧呉海軍工廠）の技師による。この4隻が戦後も長らく放置されていたのは、独立したばかりのフィリピン政府がまだ財政難で、サルベージするだけの資金が不足していたためで、4隻（木曾、秋霜、曙、第5蓬莱丸）の浮揚・解体は日本の戦後賠償事業の一環として行われたという。

## 歴代艦長
艤装員長
1. 平山敏夫 少佐：1944年1月22日[31] - 1944年3月11日[34]

駆逐艦長
1. 平山敏夫 少佐：1944年3月11日[34] - 1944年4月2日[38]
2. 中尾小太郎 少佐/中佐：1944年4月2日[38] - 1944年11月25日[268]